# Abarat
Az Abarat egy 2002-ben megjelent ifjúsági fantasy regény Clive Barker tollából. A regény az Abarat könyvei című ciklus első kötete. A kötet logója egy ambigramma, az eredeti borítót pedig maga Barker festette. Még a könyv befejezése előtt rájött, hogy az Abarat története nem fog beleférni egyetlen regénybe. Nem sokkal később követte az Abarat – Varázsórák, véres éjek (2004) és az Abarat – Abszolút éjfél (2011). Az American Libary Association az egyik legjobb ifjúsági regénynek tartja.
Magyarul 2008-ban jelent meg a Galaktika Fantasztikus Könyvek sorozat tagjaként, Maleczki B. Miklós fordításával.

## Cselekmény
|  | Alább a cselekmény részletei következnek! |

A történet főszereplője Haplatán Cuki, egy átlagos kamaszlány a minnesotai Csirkevárból. Miután összeveszik a tanárával egy iskolai projekt miatt, a város szélére menekül, ahol megpillantja egy világítótorony maradványait. Egy kis csapat segítségével eljutnak Abarat egyik szigetére, ahol útjaik elválnak. A szigeten Cuki kideríti, hogy Abaratnak huszonöt szigete van, és egy kivételével mindegyik egy órát jelképez a napból, és korábban Cuki világához kapcsolódtak. Az ezt követő kalandokban Cuki rádöbben, hogy ő az a kiválasztott, akinek hatalmában áll megmenteni Abaratot a káosz elől, mely szépen lassan felemészti, ahogy a sötét mágia és a tudomány összecsap.
Már ebben a regényben felbukkan a történet három antagonistája: a gonosz mágus, Kremátor Kristóf, a nagyanyja, a még ördögibb Mánia Mutter, és az iparmágnás tudós és feltaláló, Rohó Pixler.
|  | Itt a vége a cselekmény részletezésének! |

## Magyarul
- Abarat; ford. Maleczki B. Miklós; Metropolis Media, Bp., 2008 (Galaktika fantasztikus könyvek)

## Díjak, elismerések
- Bram Stoker-díj jelölés[4] (2002)
- Locus- díj 2. hely (2003)